# Sara Rattaro
Sara Rattaro (Genova, 9 giugno 1975) è una scrittrice italiana.

## Biografia
Si laurea in Biologia nel 1999 e successivamente in Scienze della comunicazione nel 2009. Il suo primo romanzo dal titolo Sulla sedia sbagliata viene pubblicato nel 2010 da Morellini Editore. Nel 2012 Un uso qualunque di te viene pubblicato da Giunti. Il romanzo Non volare via ha vinto il Premio città di Rieti 2014. Niente è come te ha vinto il Premio Bancarella 2015. Nel 2015 è stata nominata ambasciatrice EXPO. Nel dicembre 2015 il suo primo romanzo, Sulla sedia sbagliata, ha vinto il premio Speciale "Fortunato Seminara" al Rhegium Julii. A marzo 2016 viene pubblicato Splendi più che puoi, un romanzo sulla violenza di genere basato su una storia vera che il 16 luglio 2016 si aggiudica il Premio Rapallo Carige per la donna scrittrice.
Nel marzo 2017 pubblica con l'editore Sperling e Kupfer L'amore addosso e con Mondadori a ottobre dello stesso anno esce il suo primo romanzo per ragazzi Il cacciatore di sogni, la storia di Albert Bruce Sabin vista con gli occhi di un adolescente. Nell'estate 2017 Splendi più che puoi riceve il premio Fenice Europa nella sezione "Claudia Malizia".

## Opere
- Sulla sedia sbagliata, Milano, Morellini, 2010, ISBN 9788862981132.
- Un uso qualunque di te, Firenze, Giunti, 2012, ISBN 9788809771338.
- Non volare via, Milano, Garzanti, 2013, ISBN 9788811684428.
- Niente è come te, Milano, Garzanti, 2014, ISBN 9788811687160.
- Splendi più che puoi, Milano, Garzanti, 2016, ISBN 978881168927-0.
- L'amore addosso, Milano, Sperling & Kupfer, 2017, ISBN 9788820061517.
- Il cacciatore di sogni, Milano, Mondadori, 2017, ISBN 9788804683445.
- Uomini che restano, Milano, Sperling & Kupfer, 2018, ISBN 9788820064549.
- Andiamo a vedere il giorno, Milano, Sperling & Kupfer, 2018, ISBN 9788820066253.
- Sentirai parlare di me, Milano, Mondadori, 2019, ISBN 9788804708131.
- La giusta distanza, Milano, Sperling & Kupfer, 2020, ISBN 9788820068523.
- La formula segreta, Milano, Mondadori, 2020, ISBN 9788804730828.
- Una felicità semplice, Milano, Sperling & Kupfer, 2021, ISBN 978-88-200-7128-8.
- Il cuore di tutto, 2022.
- La donna che salvò la bellezza, 2023.
- Io sono Marie Curie, 2024.

## Riconoscimenti
- 2014 - Premio Città di Rieti
- 2015 - Premio Bancarella
- 2015 - Premio Nazionale Rhegium Julii - Premio speciale Fortunato Seminara[8]
- 2016 - Premio Rapallo Carige per la donna scrittrice
- 2017 - Premio Fenice Europa - sezione Claudia Malizia
- 2018 - Premio Letteraria